# Uni Duni Tê
Úni Dúni Tê foi um programa didático infantil exibido na Rede Globo entre 26 de abril de 1965 e 31 de dezembro de 1968. Foi a primeira atração transmitida pela TV Globo, às 11h de 26 de abril de 1965, dia da inauguração da Globo Rio. Foi apresentado por Tia Fernanda (Fernanda Barbosa Teixeira). Durante seu período de exibição, sempre com uma hora de duração, teve poucas variações em seu horário.
O cenário do programa era uma sala de aula onde a professora Tia Fernanda dava aulas e brincava com seus alunos. A participação dos telespectadores era possível através do envio de cartas e desenhos para o programa.